# المديرية العامة لمكافحة التجسس العسكري
المديرية العامة لمكافحة التجسس العسكري هي وكالة الاستخبارات العسكرية المضادة في فنزويلا، التي تتمثل وظيفتها في منع المخابرات أو التجسس داخليًا وخارجيًا من قبل العسكريين والمدنيين. مقرها في بيتاري في ولاية ميراندا في فنزويلا، وتتمثل مهمتها في منع استخبارات العدو الداخلي والخارجي أو التجسس الذي يقوم به العسكريون والمدنيون ضد القائد العام للقوات المسلحة الوطنية البوليفارية، ليكون أمن الوطن والدفاع عنه مضمونين. وبنفس الطريقة فهي مسؤولة عن توفير المعلومات لمنظمات القوات المسلحة البوليفارية الوطنية لفنزويلا والأمن الوطني الذين يطلبونها.
يديرها حاليًا اللواء إيفان هيرنانديز دالا والجنرال كارلوس رامون إنريكي كارفالو جيفارا كنائب للمدير.

## التاريخ
تنبع الوكالة من جهاز استخبارات القوات المسلحة، الذي تم توقيعه ودخوله في الخدمة في 30 أغسطس 1957.
في عام 1974 غير الجهاز اسمه إلى مديرية المخابرات العسكرية. في 16 مايو 1977 غير التنظيم العسكري اسمه إلى المديرية العامة لقطاع المخابرات العسكرية، ثم غير اسمه إلى المديرية العامة للاستخبارات العسكرية. تحت هذه الأسماء عملت عملياتهم كمخابرات عسكرية للجيش الفنزويلي.
في 21 يوليو 2011 غيرت المنظمة اسمها إلى المديرية العامة لمكافحة التجسس العسكري، التي لم تعد وظيفتها المخابرات العسكرية ولكن التجسس المضاد.

## المهام
تضم المديرية الجيش ومكافحة التجسس والوكلاء والمحققين والمخبرين والمسؤولين وخزائن الملفات والمدنيين. يقودها اللواء إيفان هيرنانديز دالا. تدار المديرية أو تعتمد على وزارة السلطة الشعبية للدفاع التي تنسق أنشطتها.
يقع المقر الرئيسي للمديرية العامة لمكافحة التجسس العسكري في بيتاري في بلدية سوكري في ليونسيو مارتينيز باريش في بوليتا نورتي للتوسع الحضري، شارع فارغاس مبنى كوينتا كريسبو.